# Neognophomyia scapha
Neognophomyia scapha är en tvåvingeart som beskrevs av Alexander 1945. Neognophomyia scapha ingår i släktet Neognophomyia och familjen småharkrankar.
Artens utbredningsområde är Ecuador. Inga underarter finns listade i Catalogue of Life.